# 愛にさよならを
「愛にさよならを」（あいにさよならを、英: Goodbye to Love）は、リチャード・カーペンターとジョン・ベティスが作曲し、カーペンターズが1972年に発表した歌。

## 経緯
リチャード・カーペンターが、ビング・クロスビーの1940年の映画『愉快なリズム』を観ていたとき、劇中で苦悶する作曲家の偉大な作品『愛にさよならを』は題名しか言及されなかった。
リチャード曰く「その曲は劇中で演奏されず、ただ曲の存在が口にされるだけ」とのこと。
彼はすぐにメロディと歌いだし歌詞を思いついたという。
カーペンターズがこの曲の制作をするうち、リチャードはファズギターを取り入れるべきだと考え、カレン・カーペンターはカーペンターズの前座を務めていたバンドのトニー・ペルーソに電話をかけ、レコーディングへの参加を誘った。ペルーソは後に「最初は電話の主が本当にカレン・カーペンターなのか信じられなかった。でも彼女がもう一度名乗ってくれて…ようやく本当に彼女なんだと、自分が憧れのアイドルと話しているんだと分かった」と回想している。
カレンはペルーソに、自分とリチャードが「愛にさよならを」という曲の制作をしていること、2人ともペルーソのバンドでの仕事ぶりをよく知っていること、ペルーソは自分たちが求める音にぴったりなのだという事を伝えた。（レコーディングで）まずペルーソはいくぶん優しく、甘く演奏したが、リチャードは「違う違う！ メロディーを5小節演じたら、その後はバクハツするんだ！ 成層圏まで舞い上げろ！ さあ行け！ きっと凄いぞ！」と励ました。15分後、この名曲は缶に収められた。
リチャードは、1971年末ベティスと共にロンドンを訪れている間にまず曲を書き上げ、翌1972年には詞を加えた。リリースされると、Billboard Hot 100の7位まで上った。カーペンターとベティスの共作からなる曲が全米10位内に入ったのはこれが最初である。
だが、ラブバラードにファズギターのソロを入れるというリチャードのアイデアによって、「カーペンターズは裏切ってハードロックに転向した」といった嫌がらせの手紙が届いた。また、いくつかのアダルト・コンテンポラリー志向のラジオ局も、これを理由に放送しなかった。
ペルーソは「ロックンロールとイージーリスニングを融合させようなんて誰も考えつかなかった事だよ。リチャードの発想には驚かされた」と述べている。現在では、パワーバラード (power ballad) の原型だと評されている。
ドキュメンタリーDVD 『Close to You: Remembering the Carpenters』では、トニー・ペルーソは「この曲はファズギターを初めて使ったラブバラードのうちの一つだ」と述べている。

## 担当パート
- カレン・カーペンター – リードヴォーカル、コーラス
- リチャード・カーペンター – コーラス、ピアノ、オルガン、エレキピアノ、指揮
- ジョー・オズボーン – ベース
- ハル・ブレイン – ドラムス
- トニー・ペルーソ – エレキギター
- アール・ダムラー – オーボエ

## メディアでの使用
「愛にさよならを」はSFシチュエーション・コメディ「宇宙船レッド・ドワーフ号」の第2シリーズ第11話「お払い箱？ホリー最大のピンチ！」で使われている。ノーマン・ラヴェット演じるホリー（宇宙船のコンピュータ）が後継機の登場で電源を切られる時、ホリーがこの曲を歌う。